# 동경대전

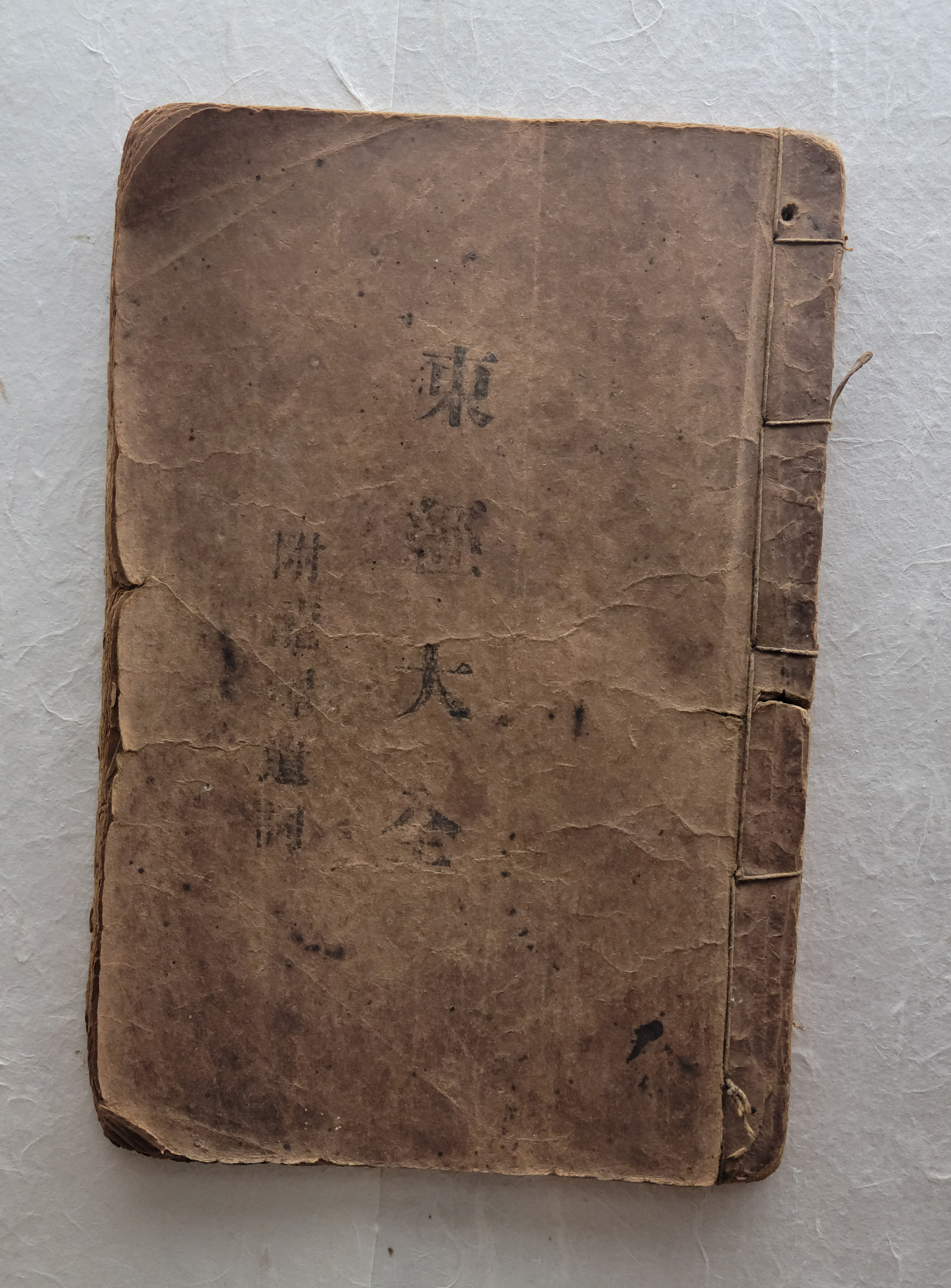
동경대전의 1907년본

《동경대전》(東經大全)은 최제우가 한문으로 쓴 동학의 경전이다.
최제우가 사형될 때 이 책도 불태워졌으나 후계자이자 동학의 제2세 교조 최시형이 1880년(고종 17년) 비밀리에 간행했다. 사대주의 사상에 침엽되어 공리공론(空理空論)에 빠져 있던 당시에 민생의 보국안민(輔國安民)·광제창생(廣濟蒼生)을 꾀하는 사상적 근대화를 촉진시킨 점 등의 가치를 인정받는다.

## 내용
서학에 대치하여 동학을 창도하게 된 까닭과 경위에 대해 서술되어있다. 동학은 (1) 서학의 장점을 두루 인정하면서도 그 문제점을 극복해 가장 자주적이고 주체적인 ‘조선의 학문, 조선의 사상’을 지향했고 (2) 포함삼교뿐 아니라 서학과 민간신앙마저 널리 포함해 뭇 생명을 다 살리기 위한 새로운 생명 사상으로 등장한 것이며 (3) 서양식 종교가 아닌 조선 땅 도학의 새로운 전개로서의 시도라는 세가지 성격을 이해해야 한다는 것이 골자이다.
내용은 본문과 별집으로 나뉘어 포덕문(布德文), 논학문(論學文), 수덕문(修德文), 불연기연(不然其然)이 주를 이루고, 그 뒤에 운문체의 여러 글이 첨부되어 있다.

## 구성
1. 포덕문(布德文)
2. 논학문(論學文)
3. 수덕문(修德文)
4. 불연기연(不然其然)
5. 축문(祝文)
6. 주문(呪文)
7. 입춘시(立春詩)
8. 절구(絶句)
9. 강시(降詩)
10. 좌잠(座箴)
11. 화결시(和訣詩)
12. 탄도유심급(歎道儒心急)
13. 결(訣)
14. 우음(偶吟) 1
15. 팔절(八節)
16. 제서(題書)
17. 영소(詠宵)
18. 필법(筆法)
19. 유고음(流高吟)
20. 우음(偶吟) 2
21. 통문(通文)
22. 통유(通諭)
23. 포덕식(布德式) 외
24. 무자판 발문(戊子版 跋文)

## 판본
- 경진판(庚辰版): 1880년 6월, 강원도 인제에서 간행 (목판본, 최근 발견[2])
- 목천판(木川版), 계미중춘판: 1883년 2월, 충청도 목천에서 간행 (목활자본, 필사본 발견[3])
- 경주판(慶州版), 계미중하판: 1883년 5월, 충청도 목천에서 간행 (목활자본, 경주 교도들의 요청에 따라 간행)
- 무자판(戊子版), 무자계춘판: 1888년 3월, 강원도 인제에서 간행 (목판본)

## 번역본
- 동경대전(한글), 동학연구회, 자농, 1991년, ISBN 200-56-0000-002-1
- 동경대전, 윤석산, 동학사, 1996년, ISBN 978-89-7190-811-2
- 동경대전 용담유사, 이영노, 천법출판사, 2000년, ISBN 211-11-5997-000-1
- 동학경전:동경대전 용담유사(양장), 이세권, 글나무(동대문구), 2002년, ISBN 200-57-9500-021-9
- 동학경전:동경대전 용담유사, 이세권, 글나무(동대문구), 2002년, ISBN 200-57-9500-022-6
- 새로 쓰는 동학(사상과 경전), 최동희 외, 집문당, 2003년, ISBN 978-89-3030-974-5
- 천도교경전 공부하기, 라명재, 모시는사람들, 2007년, ISBN 978-89-9069-947-3
- 동학경전, 윤석산, 동학사, 2009년, ISBN 978-89-7190-264-6
- 동경대전, 박맹수, 지만지, 2009년, ISBN 978-89-6406-354-5
- 최수운의 생애와 경전, 하종필, 보문각, 2010년, ISBN 978-89-6220-057-7
- 천도교경전 공부하기(개정판), 라명재, 모시는사람들, 2010년, ISBN 978-89-9069-980-0
- 동경대전, 최천식, 풀빛, 2010년, ISBN 978-89-7474-557-8

## 같이 보기
- 인제 동경대전 간행 터 (강원도 기념물 제89호)
- 용담유사